# 43e cérémonie des Tony Awards
La 43e cérémonie des Tony Awards a eu lieu le 4 juin 1989 au Lunt-Fontanne Theatre de Broadway et fut retransmise sur CBS. La cérémonie récompensait les productions de Broadway en cours pendant la saison 1989-1990.

## Cérémonie
La cérémonie a été présentée par Angela Lansbury.

### Prestations
Lors de la soirée, plusieurs personnalités se sont succédé pour la présentation des prix dont : Barry Bostwick, Betty Buckley, Zoe Caldwell, Nell Carter, Carol Channing, Colleen Dewhurst, Jerry Herman, James Earl Jones, Larry Kert, Swoosie Kurtz, John Lithgow, Steve Martin, Richard Thomas, Tommy Tune, Leslie Uggams, Gwen Verdon, August Wilson, B.D. Wong.
Plusieurs spectacles musicaux présentèrent quelques numéros en live :
- Black and Blue ("Tain't Nobody's Bizness If I Do"/"That Rhythm Man" - la troupe)
- Jerome Robbins' Broadway ("Dance at the Gym" de West Side Story - la troupe)
- Starmites ("Starmites"/"Hard to Be the Diva" - la troupe)
- The Heidi Chronicles (Scène avec Joan Allen et Peter Friedman)
- Largely New York (Bill Irwin et l'ensemble)
- Lend Me a Tenor (Scène with Philip Bosco et Victor Garber)
- Shirley Valentine (Scène avec Pauline Collins)
- The Eleven O'clock Number (Angela Lansbury)
- Send In the Clowns - A Little Night Music
- "Memory" - Cats (Betty Buckley)
- "Being Alive" - Company (Larry Kert)

## Palmarès
| Meilleure pièce | Meilleure comédie musicale |
| --- | --- |
| - The Heidi Chronicles – Wendy Wasserstein - Largely New York – Bill Irwin - Lend Me a Tenor – Ken Ludwig - Shirley Valentine – Willy Russell | - Jerome Robbins' Broadway - Black and Blue - Starmites |
| Meilleure reprise | Meilleure chorégraphie |
| - Our Town - Ah, Wilderness! - Ain't Misbehavin' - Cafe Crown | - Cholly Atkins, Henry LeTang, Frankie Manning et Fayard Nicholas – Black and Blue - Michele Assaf – Starmites - Bill Irwin et Kimi Okada – Largely New York - Alan Johnson – Legs Diamond                                                                                              |
| Meilleur acteur dans une pièce | Meilleure actrice dans une pièce |
| - Philip Bosco – Lend Me a Tenor dans le rôle de Saunders - Mikhail Baryshnikov – La Métamorphose dans le rôle de Gregor Samsa - Victor Garber – Lend Me a Tenor dans le rôle de Max - Bill Irwin – Largely New York dans le rôle de The Post-Modern Hoofer                       | - Pauline Collins – Shirley Valentine dans le rôle de Shirley Valentine - Joan Allen – The Heidi Chronicles dans le rôle d'Heidi Holland - Madeline Kahn – Born Yesterday dans le rôle de Billie Dawn - Kate Nelligan – Spoils of War dans le rôle d'Elise                              |
| Meilleur acteur dans une comédie musicale | Meilleure actrice dans une comédie musicale |
| - Jason Alexander – Jerome Robbins' Broadway dans le rôle de plusieurs artistes - Gabriel Barre – Starmites dans le rôle de Trinkulus - Brian Lane Green – Starmites dans le rôle de Spacepunk - Robert La Fosse – Jerome Robbins' Broadway dans le rôle de plusieurs personnages | - Ruth Brown – Black and Blue dans le rôle du chanteur - Charlotte d'Amboise – Jerome Robbins' Broadway dans le rôle de plusieurs personnages - Linda Hopkins – Black and Blue dans le rôle du chanteur - Sharon McNight – Starmites dans le rôle de Mère/Diva                          |
| Meilleur acteur de second rôle dans une pièce | Meilleure actrice de second rôle dans une pièce |
| - Boyd Gaines – The Heidi Chronicles dans le rôle de Peter Patrone - Peter Frechette – Eastern Standard dans le rôle de Drew - Eric Stoltz – Our Town dans le rôle de George Gibbs - Gordon Joseph Weiss – Ghetto dans le rôle de The Dummy                                       | - Christine Baranski – Rumors dans le rôle de Chris Gorman - Joanne Camp – The Heidi Chronicles dans le rôle de plusieurs personnages - Tovah Feldshuh – Lend Me a Tenor dans le rôle de Maria - Penelope Ann Miller – Our Town dans le rôle d'Emily Webb                               |
| Meilleur acteur de second rôle dans une comédie musicale | Meilleure actrice de second rôle dans une comédie musicale |
| - Scott Wise – Jerome Robbins' Broadway dans le rôle de plusieurs personnages - Bunny Briggs – Black and Blue dans le rôle de Hoofer - Savion Glover – Black and Blue dans le rôle de la jeune génération - Scott Wentworth – Welcome to the Club dans le rôle d'Aaron Bates      | - Debbie Shapiro – Jerome Robbins' Broadway dans le rôle de plusieurs personnages - Jane Lanier – Jerome Robbins' Broadway dans le rôle de Socialite/2ème danseur - Faith Prince – Jerome Robbins' Broadway dans le rôle de Ma/Tessie - Julie Wilson – Legs Diamond dans le rôle de Flo |
| Meilleure mise en scène pour une pièce | Meilleure mise en scène pour une comédie musicale |
| - Jerry Zaks – Lend Me a Tenor - Bill Irwin – Largely New York - Gregory Mosher – Our Town - Daniel Sullivan – The Heidi Chronicles | - Jerome Robbins – Jerome Robbins' Broadway - Larry Carpenter – Starmites - Peter Mark Schifter – Welcome to the Club - Claudio Segovia et Hector Orezzoli – Black and Blue |
| Meilleurs décors | Meilleurs costumes |
| - Santo Loquasto – Cafe Crown - Thomas Lynch – The Heidi Chronicles - Claudio Segovia et Héctor Orezzoli – Black and Blue - Tony Walton – Lend Me a Tenor | - Claudio Segovia et Hector Orezzoli – Black and Blue - Jane Greenwood – Our Town - Willa Kim – Legs Diamond - William Ivey Long – Lend Me a Tenor |
| Meilleures lumières | |
| - Jennifer Tipton – Jerome Robbins' Broadway - Neil Peter Jampolis et Jane Reisman – Black and Blue - Brian Nason – La Métamorphose - Nancy Schertler – Largely New York | |

## Autres récompenses
Le Regional Theatre Tony Award a été décerné à la Hartford Stage Company, Hartford, Connecticut.